# Peter I. Kastiljski
Peter I. Kastiljski (špansko Pedro I. de Castilla) se je rodil 30. avgusta 1334 v Burgosu (Kastilija) in umrl 23. marca 1369 v Montielu (v pokrajini La Mancha). Imenovan je tudi Kruti (el Cruel) ali Pravični (el Justo), je bil kralj Kastilje in Leóna od 1350 do 1369. Peter je bil zadnji vladar glavne veje hiše Ivrea. Papež Urban V. ga je izobčil zaradi njegovega preganjanja in krutosti do duhovščine.

## Zgodnje življenje
Peter se je rodil v obrambnem stolpu Monasterio de Santa María la Real de Las Huelgas v Burgosu v Španiji. Njegova starša sta bila Marija Portugalska in Alfonz XI. Kastiljski. Bil je edini zakoniti sin Alfonza XI., saj je njegov brat umrl pred njim, posledično je bil Peter edini zakoniti prestolonaslednik. Poroka med Marijo Portugalsko in Alfonzom XI. je bila posledica pakta med Kastilijo in Portugalsko iz leta 1327. Po besedah kanclerja in kronista Pera Lópeza de Ayale je imel bledo polt, modre oči in zelo svetle blond lase; bil je visok 1,83 metra in mišičast. Navajen je bil dolgega, napornega dela, malo je šepal in »močno ljubil ženske«. Bil je načitan in pokrovitelj umetnosti, v svojih letih formacije pa je užival v zabavi, glasbi in poeziji.
Petrovo življenje je zaznamovalo očetovo ljubezensko razmerje z Leonor de Guzman, kastiljsko plemkinjo, s katero je imel deset otrok. Razmerja z Leonor de Guzman ni nikoli skrival.
Peter je odraščal s svojo materjo in njenim ljubimcem Albuquerqueom v Sevilji. Njegova izobrazba je bila slaba. Njegov oče se je raje posvečal svoji ljubici in svojim ostalim desetim otrokom. Peter se je začel razvijati v hladnega in maščevalnega človeka.
Poročil naj bi se s svojo sodobnico Joan, drugo in najljubšo hčerko angleškega kralja Edvarda III.; vendar pa je na poti v Kastilijo ona in njeno spremstvo potovala skozi mesta, okužena s črno kugo, ne da bi se ozirala na meščane, ki so jih posvarili, naj ne vstopijo v njihova naselja. Ker kuga še ni prišla v Anglijo, so verjetno podcenili nevarnost. Joan je kmalu zbolela za to boleznijo in umrla leta 1348, stara 14 let.
Poleti 1353 so mladega kralja mati in plemiči praktično prisilili v poroko z Blanche Burbonsko. Nemudoma jo je zapustil, ko je slišal govorice, da je spala z njegovim polbratom Fadriquejem, ki naj bi varoval njeno vrlino in jo namesto tega naredil za "nevoljno Izoldo njegovemu Tristanu", pravi neki zgodovinar. Zaradi te poroke je moral Peter zanikati, da se je poročil z Marijo, vendar se je njegov odnos z njo nadaljeval in imela sta štiri otroke. Očitno je šel tudi skozi obliko zakona z Juano de Castro, vdovo don Diega de Hara, in jo prepričal, da je bil njegov prejšnji zakon s kraljico Blanche ničen. Škofe Avile in Salamanke so prosili, naj se strinjajo, vendar so se bali reči drugače. Peter in Juana sta se poročila v Cuellarju, Juana pa je bila razglašena za kraljico Kastilije. Po dveh nočeh jo je nato zapustil. Imela sta sina, ki je umrl mlad, po Petrovi smrti. Sledilo je obdobje nemira, v katerem je bil kralj za nekaj časa premagan in pravzaprav zaprt. Razpor znotraj stranke, ki si ga je prizadevala prisiliti, mu je omogočil pobeg iz Tora, kjer je bil na opazovanju, v Segovijo.
Leta 1361 je kraljica Blanche umrla v Medini Sidonia. Francoski zgodovinarji trdijo, da je Peter ukazal dvema Judoma, naj jo umorita; druga različica zgodbe pravi, da je bila zastrupljena; tretji, da je bila ustreljena s samostrelom, čeprav je morda šlo za kugo. Tega leta je Maria de Padilla umrla v Sevilli.

### Začetek vladanja
Ko je bil Peter star 16 let, je bil njegov oče Alfonz XI. ubit med vojaško akcijo (23. marec 1350), kar je povzročilo politično nestabilnost v Kastiliji. Ker je bil Peter njegov edini zakoniti sin, je nasledil prostor. Ker je bil še premlad, da bi vladal samostojno je začel delovati pod vplivom matere Marije Portugalske in Alburquerqueja. 
Eden izmed prvih ukrepov, ki jih je izvedel pod njunim vplivom, je bil zapreti nekdanjo očetovo ljubico Leonoro de Guzman. Ta naj bi ogrožala njegov prostol, saj je tja želela posesti svoja sinova Henrika Trastaro in Ferdinanda I. Aragonskega. Leonor de Guzman je bila usmrčena v Toledu leta 1351. 

## Vladavina
Nastalo je več uporov proti njegovi vladavini, vodili so jih številni plemiči in njegovi polbratje, med največjimi tekmeci je vil Henrik II. Trastamara, ki je sprožil vrsto uporov v Asturiji. 

### Vojna za Aragonskim kraljestvom
Leta 1356 je Petru uspelo končati upore in usmrtiti nekatere izmed voditeljev.
Kastiljski upori so dosegli Aragonsko kraljestvo. Henrik II. Trastamara je dobil podporo aragonskega kralja Petra IV. in začela se je tako imenovana vojna dveh Petrov. Peter  I. Kastiljski je imel podporo Ferdinanda, brata aragonskega kralja, vendar ne za dolgo, saj se je ta kasneje priključil Henriku II. Izbruhnilo je več bitk. 
Leta 1362 je politično oslabljenost Kastilije izkoristil kralj Granade, Mohamed VI. (Nasridi) in vdrl v Kastilijo, vendar je bil pregnan s strani kastiljske vojske. 
Peter je leta 1362 zavzel več mest v Kordovi, zaradi česar se je Mohamed VI. odpravil v Seviljo, da bi končal spor, vendar ga je Peter I. Kastiljski umoril. 

### Zavezništva
Peter I. Kastiljski je sklenil zavezništvo z navarskim kraljem Karel II. in angleškim princem Edvardom, znan tudi kot Edvard Črni princ, ter s tem presenetil Aragonsko kraljestvo. Zavezništvu se je kasneje pridružila še Portugalska.
Leta 1366 je Peter dosegel Valencio in zavzel več mest, nato pa zasledoval aragonske ladje, ki so poskušale pobegniti v Neapelj, vendar mu je to preprečila močna nevihta. Vrnil se je v Seviljo. 
Veliko ljudi je bilo nezadovoljnih z vladanjem Petra I. Kastiljskega, zato si je Henrik II. pridobil veliko privržencev. Sklenil je zavezništvo s Francijo in z najeto vojsko leta 1366 vkorakal v Kastilijo. Tam se je razglasil za kralja. Ker je bil velik del Kastilije zvest Henriku II., je bil Peter primoran pobegniti na Portugalsko, nato v Galicijo in kasneje še v Francijo. 
V Franciji je zopet zaprosil za pomoč Edvarda Črnega princa. Z njegovo vojsko je vdrl v Kastilijo, kjer je leta 1367 prišlo do bitke pri kraju Nájera. Premagal je Henrika II. in ta je pobegnil v Aragonijo. 

### Konec Petrove vladavine
Peter I. Kastiljski ni izpolnjeval dolžnosti in se ni držal dogovorov, ki jih je imel s Črnim princem, zato se je ta odločil, da prekine zavezništvo. Henrik II. je to videl kot priložnost, zbral je vojsko in osvojil velik del Kastilije. 
Henrik II. je 23. marca 1369 ubil Petra I. Kastiljskega na gradu Montial, ko je bil ta star 34 let. 
Njegovo truplo hranijo v Sevilji.

## Pomembni dosežki
- Konsolidacija oblasti: bil je uspešen v utrjevanju kraljeve moči v Kastiliji. Kljub političnim konfliktom je vztrajal pri uresničevanju svoje avtoritete in izvajanju pomembnih reform.
- Izvedel je administrativne reforme: želel je centralizirati upravljanje države, kar je vključevalo reorganizacijo sodstva, uprave ter vzpostavitev centraliziranega obdavčevanja.
- Dosežki v umetnosti in kulturi: Veljal je za mecena literature in umetnosti, spodbujal je kulturni razvoj v Kastiliji ter podpiral pisatelje, pesnike in ostale umetnike.
- Vojaški dosežki: Bil je izkušen vojaški poveljnik in je vodil številne vojaške operacije. Med njegovimi najpomembnejšimi vojaškimi dosežki je zmaga v bitki pri Nájeri leta 1366, kjer je premagal polbrata Henrika II. Trastamaro.